# Châteauroux Classic de l'Indre 2006
La Châteauroux Classic de l'Indre 2006, terza edizione della corsa e valida come evento dell'UCI Europe Tour 2006 categoria 1.1, si svolse il 20 agosto 2006 su un percorso di 200 km. Fu vinta dal francese Nicolas Vogondy che terminò la gara in 4h18'00", alla media di 46,51 km/h.
Al traguardo 141 ciclisti portarono a termine il percorso.

## Ordine d'arrivo (Top 10)
| Pos. | Corridore           | Squadra         | Tempo    |
| ---- | ------------------- | --------------- | -------- |
| 1    | Nicolas Vogondy     | Crédit Agricole | 4h18'00" |
| 2    | Stefano Cavallari   | Acqua & Sap.    | a 2"     |
| 3    | Shinichi Fukushima  | Vang            | a 6"     |
| 4    | Jérémy Roy          | F. des Jeux     | a 13"    |
| 5    | Ivan Terenine       | Omnibike        | a 31"    |
| 6    | Amaël Moinard       | Cofidis         | s.t.     |
| 7    | Mathieu Claude      | Bouygues Tél.   | s.t.     |
| 8    | Cédric Hervé        | Bretagne        | s.t.     |
| 9    | Timothy Gudsell     | F. des Jeux     | a 1'06"  |
| 10   | Alessandro Maserati | LPR             | a 2'07"  |